# Planetarna meglica M2-9
Minkowski 2-9, okrajšava M2-9 (tudi Metulj Minkowskega, Meglica Krila metulja ali kar Metúljasta meglíca in Meglica Dvojni curek) je planetarna meglica v ozvezdju Kačenosca. Od Sonca je oddaljena približno 644 parsekov, oziroma 2100 svetlobnih let.
Meglico je odkril Rudolph Minkowski leta 1947. Hubblov vesoljski daljnogled je slikal meglico leta 1997, sliko pa so objavili 17. decembra tega leta.
V središču meglice krožita dve zvezdi v skupni tirnici z desetkratnim premerom Plutonove tirnice. Možno je celo, da je ena zvezda ujela drugo. Izvržena ovojnica umirajoče zvezde tvori značilno obliko dvojnega mešička. Raziskave so pokazale, da je zvezda izvrgla svojo lupino pred 1200 leti. Meglica se še vedno širi.